# 格洛克39手槍
格洛克39（Glock 39）是一款由奧地利槍械製造商格洛克公司所設計及生產的手枪，是格洛克26的.45 GAP口徑版本，標凖彈匣為6發。

## 設計
格洛克39發射.45 GAP彈藥，裝有改良過的套筒及套筒導軌，對應.45 GAP的槍管，外型與格洛克26非常相似。
格洛克39採用了更寬、更斜面的套筒，更大的槍管和不同的彈匣，而在其他方面則類似於格洛克26。格洛克39最早於2003年推出，它被設計為提供與.45 ACP相媲美的彈道性能和格洛克26的槍身尺寸，同時解決.45口徑在槍身較輕的格洛克上造成的後座力問題。而格洛克20和21的尺寸擔憂已經可由格洛克36、21SF和30SF所有這些具有縮短了槍身尺寸的型號來解決。
.45 GAP口徑的格洛克39和.45 ACP口徑的格洛克手槍一樣，配有八边形的多邊形膛線，而非其型號的六边形膛線。八邊形膛線在直徑相對較大的陽膛徑中能提供一個更好的氣體密封，因為八邊形比六邊形更為緊密地酷似一個圓形。
格洛克39在推出時已經是以第三代版本（即第三代格洛克39）之姿出現，亦在握把上有手指凹槽。目前尚未推出其第四代版本。

## 資料來源
1. ↑  Glock.com的格洛克39技術資料 的存檔，存档日期2013-03-08.
2. ↑  .   [2009-02-26]. （原始内容存档于2009-02-14）.
3. ↑  . Atlantisarms.com.   [2010-06-29]. （原始内容存档于2010-04-20）.

## 外部連結
- （英文）—格洛克官方主頁（页面存档备份，存于）
- （英文）—Tactical-Life.com—
  - Massad Ayoob: 8 Subcompact Glocks Perfect For Backup Duty （页面存档备份，存于）
  - Glocks Galore: The Ultimate Glock Buyer’s Guide （页面存档备份，存于）
- （简体中文）—D Boy Gun World（GLOCK 39） （页面存档备份，存于）